# Gulfport (Missisipi)
Gulfport – miasto w Stanach Zjednoczonych, w stanie Missisipi, w hrabstwie Harrison, w zespole miejskim Biloxi-Gulfport, nad Zatoką Meksykańską. W 2011 roku liczyło 69 220 mieszkańców.
W mieście rozwinął się przemysł rybny, chemiczny oraz drzewny.